# Ambros Opitz

Ambros Opitz (* 27. September 1846 in Leopoldsruh bei Groß Schönau, Kaisertum Österreich; † 27. September 1907 in Warnsdorf, Österreich-Ungarn) war ein böhmischer katholischer Theologe, christlich-sozialer Politiker, Volksbildner, Publizist und Verleger.

## Leben
Opitz stammte aus einer Textilkaufmannsfamilie. 1859–1866 besuchte er das Jesuiten-Gymnasium in Mariaschein. Nach dem Studium der Theologie am Priesterseminar in Leitmeritz erhielt er 1870 die Priesterweihe. Als Kaplan wirkte Opitz bis 1874 in Warnsdorf. Dann machte er sich selbständig, indem er eine Buchdruckerei erwarb und journalistisch wie auch politisch tätig wurde.
Bereits seit 1873 leitete er die erste katholische Zeitung Böhmens, das Nordböhmische Volksblatt (später seit 1884 unter dem Namen Warnsdorfer Volkszeitung, seit 1887 Österreichische Volkszeitung, seit 1918 Volkszeitung). Weitere Periodika, die von ihm begründet oder übernommen wurden, waren die Warnsdorfer Hausblätter (1884, seit 1897 in Wien als Christliches Familienblatt zur Unterhaltung und Belehrung), die Hausblätter für die Pfarrgemeinden Blottendorf und Falkenau, Egerland (1897 in Eger), Immergrün (1893), die Broschürenreihe Volksaufklärung (1898), Landbote (1901), vor allem aber die Wiener Reichspost (1894, seit 1907 als Tageszeitung), die als bedeutendstes katholisches Medium in der Monarchie galt.

Die erste Buchdruckerei in Varnsdorf (deutsch: Warnsdorf)

Opitz organisierte die ersten deutschen Katholikentage in Nordböhmen, aus denen sich später die böhmischen Katholikentage entwickelten. Ihre Programmatik prägte auch die gesamtösterreichischen Katholikentage in Linz und Salzburg. Auf dem Katholikentag in Linz erreichte Opitz 1892 eine Reform des katholischen Pressewesens.
Zwischen 1895 und 1901 war Opitz christlich-sozialer Landtagsabgeordneter im böhmischen Landtag. Er zählte zu den wichtigsten Vertretern des politischen Katholizismus in Österreich. Er war ein Gegner von Georg von Schönerer, des liberalen Kapitalismus und des antiklerikalen Sozialismus. 1897 begründete er den Christlich-sozialen Verband für Deutsch-Böhmen. Sein soziales Engagement (er gründete zahlreiche Vereine zur Bildung und Selbsthilfe für Arbeiter, Männer und Frauen, sowie Raiffeisenvereine) verband sich mit einem Eintreten für ein Großösterreich, aber auch mit deutschnationalen und antisemitischen Tendenzen, wodurch die nationalen Gegensätze in Böhmen gesteigert wurden (so war er gegen den Zweisprachigkeitserlass für böhmische Beamte der Regierung Badeni im Jahre 1897). Seine Initiativen waren einflussreich und wirkten auch nach seinem Tode noch fort. Seine klerikalen Anhänger wurden Opitzianer genannt.

Grabstätte von A. Opitz im tschechischen Vilemov u Sluknova (ehemals: Wölmsdorf bei Schluckenau)

Er war Ehrenmitglied der katholischen Studentenverbindungen KDStV Ferdinandea Prag, KaV Norica Wien und KÖStV Austria Wien.
1903 benannte man die Opitzgasse in Wien-Hietzing nach ihm.

## Schriften
- Verkehr mit Gott. Andachtsbuch für das christliche Jahr. Opitz, Warnsdorf 1897
- Die Schulfrage. Rede und Replik des Ambros Opitz im böhmischen Landtage im März 1897 nach dem stenographischen Protokoll. Opitz, Warnsdorf 1897
- Der böhmische Streit, 1898
- Jesus mein Alles! Gebet- und Erbauungsbuch, 1900